# Yūto Toriumi
Yūto Toriumi (japanisch 鳥海 勇斗 Toriumi Yūto; * 4. Oktober 2001) ist ein japanischer Leichtathlet, der sich auf den Weitsprung spezialisiert hat.

## Sportliche Laufbahn
Erste internationale Erfahrungen sammelte Yūto Toriumi im Jahr 2023, als er bei den World University Games in Chengdu mit einer Weite von 7,74 m den fünften Platz belegte. Im Jahr darauf gewann er bei den Hallenasienmeisterschaften in Teheran mit 7,89 m die Silbermedaille hinter dem Chinesen Zhang Mingkun.